# Cantón Palora
Cantón Palora är en kanton i Ecuador.   Den ligger i provinsen Morona Santiago, i den centrala delen av landet, 180 km söder om huvudstaden Quito.